# Sundaya exquisita
Sundaya exquisita är en snäckart som beskrevs av Oliver 1915. Sundaya exquisita ingår i släktet Sundaya och familjen Cerithiopsidae. Inga underarter finns listade i Catalogue of Life.